# Дом Силина
Дом купца Силина — жилой дом с торговыми помещениями в Кирове на улице Спасской, 21. Важный с исторической точки зрения градоформирующий объект.
Двухэтажный кирпичный дом с четырьмя торговыми помещениями на нижнем этаже был построен купцом А. И. Силиным в 1895—1899 годах. Среди заведений торговли в здании располагались чайный магазин наследников купца П. П. Колокольникова, модно-галантерейный магазин купца М. А. Коробова, магазин «Центральное депо».
С 1902 года на втором этаже находились «Центральные номера», которые долгое время служили кратким приютом для многих знаменитостей: В. В. Воровского, П. И. Стучки, литератора Ф. А. Череванина, историка П. Н. Луппова.
В 1906 году Силин сдал здание в аренду для размещения в нём недавно открывшегося в Вятке отделения Сибирского торгового банка. С 1913 года особняк занимают «Сибирские номера» купца А. А. Хохрякова.
Позже здание переходит во владение купца А. Хлебникова. В 1918 году дом муниципализирован и стал коммунальным владением № 402. Здесь размещались рабочие квартиры членов первого советского правительства Вятской губернии. С 1921 года особняк был отдан в распоряжение коммунального отдела Вятгорсовета. В советское время помимо жилых помещений на первом этаже работали магазины «Книги» и «Военторг».